# Поташ (станція)
Поташ — проміжна залізнична станція Шевченківської дирекції Одеської залізниці на неелектрифікованій лінії Цвіткове — Христинівка між станцією Шаласька (16 км) та роз'їздом Подібне (9 км). Розташована в селі Поташ Уманського району Черкаської області.

## Історія
Станція відкрита 15 (27) червня 1891 року, одночасно з відкриттям руху поїздів лінією Христинівка — Шпола.

## Пасажирське сполучення
На станції Поташ приміські дизель-поїзди сполученням Черкаси — Христинівка / Умань, а також призначений з 18 листопада 2022 року нічний швидкий поїзд № 65/66 сполученням Харків — Умань (через день). 
З 1 вересня 2016 року суттєво знижено тарифи та дозволено посадку пенсіонерів по безкоштовних квитках.